# Chatan
Chatan (jap. 北谷町 Chatan-chō) – miasto w Japonii, w prefekturze Okinawa, na wyspie Okinawa. Według danych na rok 2020 miejscowość zamieszkiwało 28 201 mieszkańców , a gęstość zaludnienia wyniosła 2024,5 os./km².